# Ryan Mason
Ryan Glen Mason (ur. 13 czerwca 1991 w Londynie) – angielski piłkarz, który występował na pozycji pomocnika. Wychowanek Tottenhamu Hotspur, w swojej karierze grał także w takich zespołach jak Yeovil Town, Doncaster Rovers, Millwall, Swindon Town, Hull City oraz w reprezentacji Anglii.
Po fatalnej kontuzji głowy, której nabawił się podczas meczu z Chelsea 22 stycznia 2017 roku, miał bardzo długą przerwę, przeszedł rehabilitację, po czym 13 lutego 2018 roku zakończył karierę piłkarską w wieku 26 lat.
Po zakończeniu kariery piłkarskiej rozpoczął pracę szkoleniową w juniorskich zespołach Tottenhamu. 20 kwietnia 2021, po zwolnieniu menedżera Jose Mourinho, został tymczasowym opiekunem "Kogutów", które poprowadzić ma do końca sezonu 2020/2021.

## Statystyki kariery
| Sezon   | Klub                    | Kraj    | Rozgrywki           | Mecze | Bramki | Rozgrywki Europy | Mecze | Bramki |
| ------- | ----------------------- | ------- | ------------------- | ----- | ------ | ---------------- | ----- | ------ |
| 2008/09 | Tottenham Hotspur       | Anglia  | Premier League      | 0     | 0      | Liga Europy UEFA | 1     | 0      |
| 2009/10 | Yeovil Town F.C.        | Anglia  | League One          | 28    | 6      | –                | –     | –      |
| 2010/11 | Doncaster Rovers (wyp.) | Anglia  | Championship        | 15    | 0      | –                | –     | –      |
| 2011/12 | Doncaster Rovers (wyp.) | Anglia  | Championship        | 4     | 0      | –                | –     | –      |
| 2011/12 | Millwall F.C. (wyp.)    | Anglia  | Championship        | 5     | 0      | –                | –     | –      |
| 2012/13 | Tottenham Hotspur       | Anglia  | Premier League      | 0     | 0      | Liga Europy UEFA | 2     | 0      |
| 2012/13 | Lorient B (wyp.)        | Francja | CFA                 | 4     | 0      | –                | –     | –      |
| 2013/14 | Swindon Town (wyp.)     | Anglia  | Football League One | 18    | 5      | –                | –     | –      |
| 2014/15 | Tottenham Hotspur       | Anglia  | Premier League      | 31    | 1      | Liga Europy UEFA | 2     | 0      |
| 2015/16 | Tottenham Hotspur       | Anglia  | Premier League      | 23    | 1      | Liga Europy UEFA | 5     | 1      |
| 2016/17 | Hull City               | Anglia  | Premier League      | 16    | 1      | –                | –     | –      |

Stan na: 31 stycznia 2017 r.